# Mutschkapski
Mutschkapski (russisch Мучка́пский) ist eine Siedlung städtischen Typs in der Oblast Tambow in Russland mit 5727  Einwohnern (Schätzung 2024).

## Geographie
Der Ort liegt etwa 120 km Luftlinie südöstlich des Oblastverwaltungszentrums Tambow, knapp 15 km von der Grenze zur Oblast Saratow entfernt. Er befindet sich unweit des linken Ufers der Worona, bei der Einmündung des Flüsschens Mutschkap.
Mutschkapski ist Verwaltungszentrum des Rajons Mutschkapski sowie Sitz und einzige Ortschaft der Stadtgemeinde (gorodskoje posselenije) Mutschkapski possowet.

## Geschichte
Der Ort wurde erstmals 1730 als Mutschkap erwähnt, als sich dort Bewohner des am rechten Worona-Ufer gelegenen, seit Anfang des 15. Jahrhunderts bestehenden Dorfes Korosteljowo ansiedelten. Bis gegen Ende des 18. Jahrhunderts entwickelte sich Mutschkap zum größten Dorf der Gegend.
1928 wurde Mutschkap Verwaltungssitz eines neu geschaffenen, nach ihm benannten Rajons. Am 8. Januar 1958 erhielt der Ort den Status einer Siedlung städtischen Typs unter der heutigen Namensform.

### Bevölkerungsentwicklung
| Jahr | Einwohner |
| ---- | --------- |
| 1897 | 9.028     |
| 1939 | 10.844    |
| 1959 | 8.772     |
| 1970 | 9.197     |
| 1979 | 8.954     |
| 1989 | 8.604     |
| 2002 | 8.050     |
| 2010 | 7.080     |

Anmerkung: Volkszählungsdaten

## Verkehr
In der Siedlung befindet sich die Station Mutschkap bei Kilometer 138 der 1894 eröffneten Eisenbahnstrecke Tambow – Balaschow – Kamyschin.
Nach Mutschkapski führt eine Regionalstraße, die etwa 100 km nördlich in Rasskasowo von der föderalen Fernstraße R208 Tambow – Pensa abzweigt und über Rschaksa und Uwarowo verläuft. Zwischen Mutschkapski und Uwarowo zweigt eine Verbindung zur gut 40 km westlich verlaufenden R22 Kaspi ab.